# Évariste Huc
Pour les articles homonymes, voir Huc.
 Évariste Régis Huc, ou plus simplement le Père Huc ou l'Abbé Huc, né le 1er juin 1813 à Caylus (Tarn-et-Garonne) et mort le 27 mars 1860 à Paris 7e, est un religieux français de l'ordre des lazaristes, missionnaire en Chine au XIXe siècle. Il effectue des missions d'exploration à travers la Tartarie, le Tibet et la Chine de 1844 à 1846, dont il rend compte dans un livre, publié pour la première fois en 1850.
Depuis les voyages de l'Anglais Thomas Manning au Tibet (1811-1812), aucun Européen n'avait visité Lhassa. Les récits du Père Huc vont stimuler l'intérêt des Européens pour l'Asie centrale et ouvrir la voie aux études asiatiques.

## Biographie

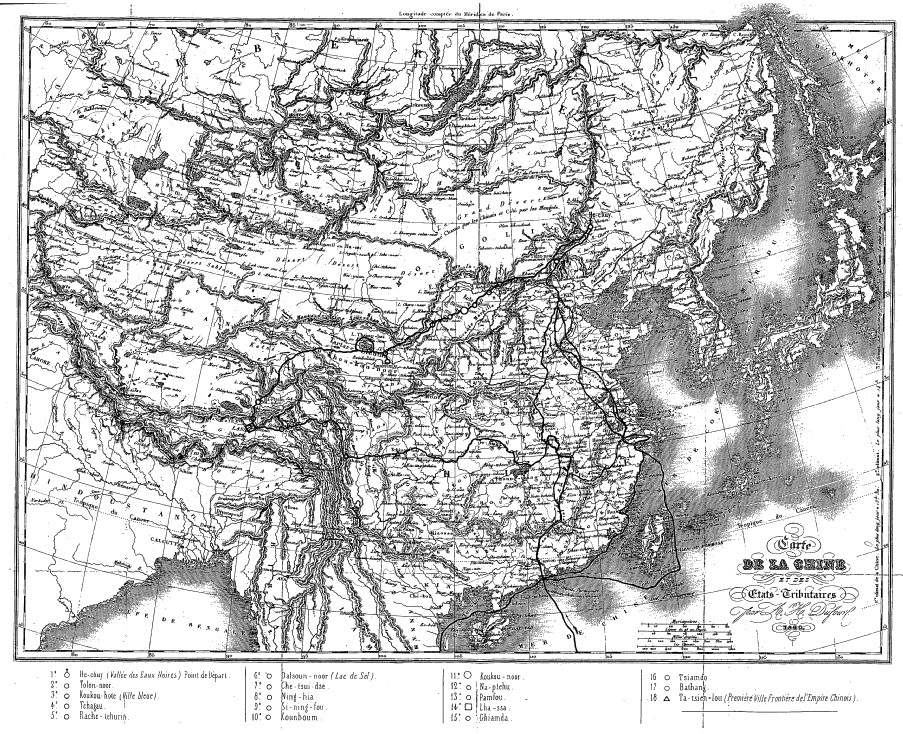
Carte de la Chine et des États tributaires, avec son trajet en noir. Illustration hors-texte de l'édition de 1853 des « Souvenirs d'un voyage… »

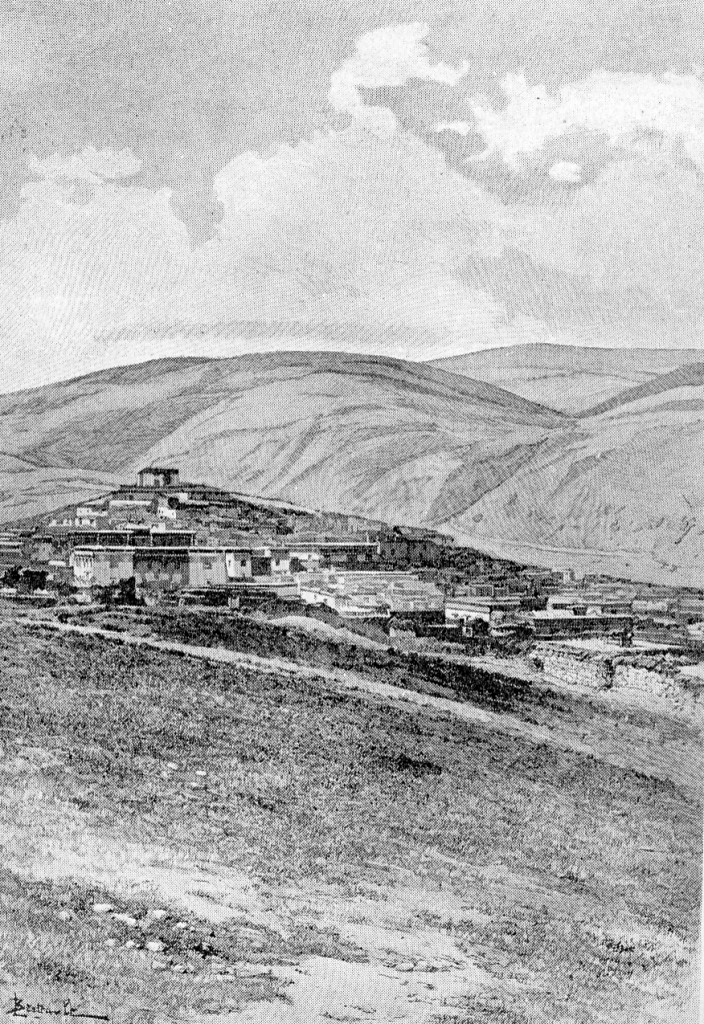
Dessin de Huc et Gabet
Lithang dans les années 1840

Né en 1813 à Caylus (Tarn-et-Garonne) d'une famille originaire de Martinique, il fait ses études au petit séminaire de Toulouse. Ayant ressenti l'appel à une vocation missionnaire, il se rend à Paris en 1837 afin d'entrer dans la Congrégation des Lazaristes. Au bout de deux ans, il prononce ses vœux et est ordonné en février 1839.

## Départ pour la Chine
Quelques jours plus tard, il s'embarque au Havre sur le brick Adhémar en partance pour la Chine, où il arrive après cinq mois et demi de voyage. Il passe 18 mois au séminaire lazariste de Macao. La persécution sévit alors contre les chrétiens et le P. Perboyre, lazariste et compatriote du nouveau missionnaire, est arrêté et mis à mort à Ou-Tchang-Fou (aujourd'hui Wuhan) après un long martyre (11 septembre 1840). C'est revêtu d'un vêtement de ce prêtre que Régis-Évariste Huc – qui avait pris le costume chinois – se met en route vers la Tartarie. Affecté en 1840 au vicariat nouvellement créé de Tartarie-Mongolie, il doit parcourir sept cents lieues pour rejoindre son nouveau poste. Le Père Huc séjourne trois ans à Si-Wan, gros village de 800 âmes, aux frontières avec la Mongolie, résidence des missions catholiques qui avaient dû quitter Péking en 1827.

## Le voyage en Tartarie
Puis le Père Huc est désigné par le Vicaire apostolique de la Tartarie pour aller reconnaître les limites du Vicariat et on lui recommande de pousser aussi loin qu'il pourra son exploration.
Il part donc le 3 aout 1844 en compagnie du P. Joseph Gabet, son supérieur, pour un voyage d'exploration destiné à étudier les habitudes des tribus mongoles en vue de leur évangélisation. Ils quittent leur « domicile » en compagnie du jeune lama Samdadchiemba, originaire du Gansu, qu'ils ont converti. Le Père Huc ne possède pour se guider qu'une boussole et une carte géographique française de la Chine. Samdadchiemba ouvre la marche, monté sur un petit mulet noir, suivi de deux chameaux chargés des bagages. Le Père Joseph Gabet vient ensuite, monté sur une grande chamelle, et le Père Huc sur un cheval blanc. « La petite caravane avait résolu de vivre entièrement à la mode tartare, mais on n'apprend point en un jour la vie nomade, et ce ne fut qu'au bout de quelque temps que les voyageurs surent dresser leur tente de grosse toile bleue, allumer des feux en plein vent, faire cuire leur thé et leur riz, et marcher de longs jours sans boire ».
Ils passent par Dolon-nor, Guihuacheng (Kwei-hwa-ch'eng, chinois : 桂花城 ; pinyin : guìhuā chéng ; litt. « ville de la fleur d'osmanthe »), le pays Ordo, le Ningxia (Ning-hia), la ligue d'Alxa (Ala-shan), franchissent la Grande Muraille et atteignent Xining (Si-ning, actuellement dans la province du Qinghai), alors situé dans la province du Gansu (Kan-Su).
Leur qualité de « Lamas d'Occident » leur donne le droit de loger dans les couvents bouddhistes et c'est ainsi qu'ils passent quelque six mois à la célèbre lamaserie de Kounboum où ils perfectionnent leur pratique de l'écriture tibétaine, étudient le bouddhisme et la langue tibétaine. À la fin de leur séjour, ils se joignent à l'ambassade du dalaï-lama qui revenait de Pékin.
En passant par le lac Qinghai ou Kokonor en mongol (Ku-ku-nor), le Qaidam (Tsaidam) et la cordillère de Bayan Har (montagnes de Bayan-Kara), ils parviennent enfin à la ville sainte de Lhassa, le 20 janvier 1846, après 18 mois de voyage. Ils sont les premiers étrangers à se rendre à Lhassa depuis Thomas Manning en 1811-1812, et précèdent de 85 ans le passage de la première femme occidentale, Alexandra David-Néel.
Ils y demeurent à peine deux mois : ils sont bien traités par les Tibétains et reçus avec courtoisie par le régent, Ngawang Yeshe Tsultrim Gyaltsen (le dalaï-lama, Khendrup Gyatso, est alors un enfant de 8 ans, tandis que le Roi vient d'être élu et n'a que 18 ans) qui met à leur disposition une de ses maisons. « Les missionnaires eurent ainsi leur chapelle, leurs prières publiques, des conférences suivies avec les plus éminents personnages et bientôt se forme autour d'eux un groupe de fervents néophytes. Sans la malveillance du délégué extraordinaire de la cour de Péking — un mandarin qui résidait à Lhassa sous le prétexte de protéger le Dalaï Lama - la jeune chrétienté se fût sans doute rapidement développée. ». En effet l'amban mandchou Ki-shan — en poste à Lhassa pour Péking — qui avait une dent contre les Occidentaux, (il avait été condamné à mort puis amnistié pour ses relations avec les Anglais pendant la guerre de l'opium) - invoque les ordres généraux de l'empereur et les fait expulser le 26 février sous la garde d'un escorte chinoise. Commence alors une longue et pénible route qui les ramène en Chine car on leur a refusé l'autorisation de rejoindre les Indes. Pendant leur voyage via Chengdu, Chongqing et Wuhan, bien qu'en réalité prisonniers des Chinois, ils sont traités comme des fonctionnaires en voyage officiel. Ils arrivent à Canton fin septembre 1846 puis à Macao — où on les croyait morts — en octobre 1846. Le Père Gabet rentre en Europe pour faire trancher par Rome le différend qui oppose sa congrégation aux Missions étrangères. Il meurt au Brésil en mars 1853.

## Retour en France
Nommé responsable de la maison des Lazaristes à Macao, en 1852, le Père Huc y rédige le récit de ses aventures mais doit renoncer à retourner en Tartarie. À demi-paralysé, il est contraint de rentrer en France pour raison de santé et quitte la Chine le 1er janvier 1852. Son voyage de retour sur des navires de guerre français le fait passer par l'Inde, l'Égypte et la Palestine.
Le récit du Père Huc, « Souvenirs d'un voyage dans la Tartarie et le Tibet », est publié à Paris. L'auteur est reçu par Napoléon III, qui le nomme chevalier de la Légion d'honneur et en fait son conseiller sur la Chine. Ses opinions eurent une part dans la décision de l'empereur de poursuivre la colonisation de la Chine (la France participe à l'expédition franco-britannique de 1860 au cours de laquelle l'Ancien palais d'été est pillé et incendié, et installe des comptoirs à Shanghai, Canton et Wuhan) et de l'Indochine. L'empereur fait imprimer à l'Imprimerie nationale une édition de L'Empire chinois en 1854, qui connaît un grand succès.
En France, le Père Huc séjourne occasionnellement au château des Nouettes, résidence de la comtesse de Ségur, dont il divertit les habitants avec ses récits de voyage et ses anecdotes parfois effrayantes.
Affecté par son ordre dans une maison d'enseignement, le père Huc demande à être relevé de ses vœux pour devenir prêtre séculier. Malgré le soutien de la famille impériale, il ne peut obtenir une charge ecclésiastique et rentre dans la vie civile. Il rédige alors son dernier ouvrage Le Christianisme en Chine et au Thibet, ouvrage historique (1858), qui fut accueilli avec indifférence.
Évariste Huc meurt à son domicile parisien du 7e arrondissement le 27 mars 1860, à l'âge de 46 ans. Il est inhumé deux jours plus tard dans le cimetière du Montparnasse (6e division).

## Fortune critique
En 1862, deux ans après la mort de Huc, la comtesse de Ségur évoque le missionnaire dans son roman Les Bons Enfants. Le personnage de Sophie (à ne pas confondre avec l'héroïne des Malheurs de Sophie) y détaille notamment la recette des confitures de crapauds qu'elle tient de l'« l'abbé Huc ».
Dans Les Malheurs de Sophie, film français de Christophe Honoré adapté du roman éponyme de la comtesse de Ségur, l'acteur Michel Fau interprète une version fictionnalisée du Père Huc, qui sert de confesseur à Mme de Réan. Dans une première scène, il mène une « séance d'apaisement » au chevet de Mme de Réan, avant d'être interrompu par l'arrivée de Sophie, qu'il effraie avant de la mettre dehors. Dans une seconde scène, il s'adonne à un tour de chant en mandarin dont le ridicule fait pouffer de rire les dames de l'assemblée.
Victor Segalen fait référence à Huc et Gabet dans le poème XXXVIII de Thibet, qui commence ainsi : 

« Ils étaient deux, - Huc et Gabet - qui s’en allaient à l’aventure
En vrais conquérant du toit mongol. »

Toujours dans Thibet, cette fois-ci au poème VI, Victor Segalen, s’est visiblement inspiré du livre d’Évariste Huc Voyage dans la Tartarie, le Thibet et la Chine (livre II, environ à la moitié du chapitre V).

Texte d’Évariste Huc : 

« Ce fut seulement quand nous fûmes tout près que nous pûmes reconnaître plus de cinquante bœufs sauvages incrustés dans la glace. Ils avaient voulu, sans doute, traverser le fleuve à la nage, au moment de la concrétion des eaux, et ils s'étaient trouvés pris par les glaçons, sans avoir la force de s'en débarrasser et de continuer leur route. Leur belle tête, surmontée de grandes cornes, était encore à découvert; mais le reste du corps était pris dans la glace, qui était si transparente qu'on pouvait distinguer facilement la position de ces imprudentes bêtes ; on eût dit qu'elles étaient encore à nager. Les aigles et les corbeaux leur avaient arraché les yeux. »

Poème de Victor Segalen : 

« J’ai vu mieux et de mes yeux vu cinquante grands yaks aux yeux morts,

Rochers asséchant que l’eau abreuve ;

Blocs sinistres et fruits du froid saisis dans l’étreinte du sort,

Cinquante incrustés dedans le Fleuve.

Ayant voulu le traverser ils furent pris avant le port ;

Têtes si belles à grand’cornes !

Cinquante mufles desséchés et pleins de vide et creux de mort… »

## Publications
- Évariste Huc, Souvenirs d’un voyage dans la Tartarie, le Thibet et la Chine pendant les années 1844, 1845 et 1846, Paris, Adrien Leclère, 1850 ; 2e édition avec une préface de l'auteur, 1853 ; nombreuses rééditions du vivant de l'auteur, 2 volumes (lire en ligne)
- Évariste Huc, L'Empire chinois, Paris, Gaume, 1854 ; 3 rééditions du vivant de l'auteur, 2 volumes
- Évariste-Régis Huc, Le christianisme en Chine, en Tartarie et au Thibet, Gaume frères et J. Duprey, 1857-1858 (BNF 30623377, lire en ligne)
- Réédition moderne en deux volumes : Souvenirs d'un voyage dans la Tartarie, t. I ; Souvenirs d'un voyage dans le Thibet, T. II ; Paris, Librairie générale française, collection Le Livre de Poche chrétien, 1962, avec une introduction et des notes[12] de Jean-Marie Planchet (1870-1948).
- Réédition moderne en un volume des Souvenirs et de L'Empire : Éditions Omnibus, Paris, 2001,  (ISBN 978-2258057548).
- Jacqueline Thevenet, Le Lama d'Occident, Évariste Huc, de France en Tartarie et du Tibet en Chine, 1813-1860, Seghers, Paris, 1989. Réédition : Un lama du ciel d'Occident : Évariste Huc (1813-1860), Payot, Paris, 2004,  (ISBN 978-2228898621).
- PP.Joseph Gabet, Évariste Huc, Lettres de Chine et d'ailleurs : 1835-1860, édition critique par Jacqueline Thévenet, Les Indes savantes, Paris, 2005,  (ISBN 978-2846540841).

## Distinctions
- Chevalier de la Légion d'honneur[13].